# Chung kết UEFA Champions League 2023
Trận chung kết UEFA Champions League 2023 là trận đấu cuối cùng của UEFA Champions League 2022–23, mùa giải thứ 68 của giải đấu bóng đá cấp câu lạc bộ hàng đầu châu Âu do UEFA tổ chức và là mùa giải thứ 31 kể từ khi nó được đổi tên từ Cúp C1 châu Âu thành UEFA Champions League. Trận đấu được diễn ra tại sân vận động Olympic Atatürk ở Istanbul, Thổ Nhĩ Kỳ vào ngày 10 tháng 6 năm 2023, và chứng kiến màn so tài giữa câu lạc bộ Anh Manchester City và câu lạc bộ Ý Inter Milan.
Trận chung kết ban đầu dự kiến diễn ra tại Sân vận động Wembley ở Luân Đôn, Anh. Tuy nhiên, do trận chung kết năm 2020 bị hoãn và dời địa điểm vì đại dịch COVID-19 tại châu Âu, lịch tổ chức các trận chung kết tiếp theo đã bị dời lại một năm và Sân vận động Allianz Arena ở Munich được chỉ định tổ chức trận chung kết năm 2023. Khi trận chung kết năm 2021 dự kiến diễn ra ở Istanbul cũng phải dời lại do đại dịch COVID-19 tại Thổ Nhĩ Kỳ, trận chung kết năm 2023 đã được trao cho Istanbul để thay thế và Munich hiện sẽ tổ chức trận chung kết năm 2025.
Manchester City chính thức lên ngôi vô địch lần đầu tiên trong lịch sử sau khi họ đánh bại Inter Milan với tỷ số tối thiểu 1–0 nhờ pha lập công duy nhất của Rodri, qua đó tự động đủ điều kiện tham dự vòng bảng UEFA Champions League 2023–24, cũng như giành quyền thi đấu với Sevilla – đội vô địch UEFA Europa League 2022–23 trong Siêu cúp châu Âu 2023. Họ cũng sẽ tham gia cả FIFA Club World Cup 2023 và 2025.

## Các đội bóng
Trong bảng sau đây, các trận chung kết đến năm 1992 thuộc kỷ nguyên Cúp C1 châu Âu, kể từ năm 1993 trở đi thuộc kỷ nguyên UEFA Champions League.
| Đội             | Các lần tham dự trận chung kết trước (in đậm thể hiện năm vô địch) |
| --------------- | ------------------------------------------------------------------ |
| Manchester City | 1 (2021)                                                           |
| Inter Milan     | 5 (1964, 1965, 1967, 1972, 2010)                                   |

Đây là lần đầu tiên Manchester City và Inter Milan gặp nhau trong 1 trận đấu thuộc khuôn khổ 1 giải đấu do UEFA tổ chức. Đây là trận chung kết Champions League thứ hai trong lịch sử của Manchester City với lần đầu tiên là vào năm 2021, khi họ thua trước Chelsea tại Estádio do Dragão. Pep Guardiola đang đứng trước cơ hội thứ 4 giành chức vô địch Champions League lần thứ 3 trong sự nghiệp cầm quân sau 2 lần vào các năm 2009 và 2011 và là lần đầu tiên kể từ khi rời Barcelona vì ông đã không giành được danh hiệu này trong 3 mùa giải dẫn dắt Bayern Munich. Mặt khác, đây sẽ là trận chung kết Champions League thứ sáu trong lịch sử của Inter Milan, sau 3 lần vô địch vào các năm 1964, 1965 và 2010, và 2 lần về nhì vào các năm 1967 và 1972. Manchester City đã thắng 6 trận trước các câu lạc bộ đến từ Ý, trong khi Inter đã thắng 16 trận trước các câu lạc bộ đến từ Anh.

## Địa điểm
Sân vận động Olympic Atatürk ở Istanbul, Thổ Nhĩ Kỳ với 75.000 chỗ sẽ là trận chung kết UEFA Champions League được tổ chức lần thứ hai sau lần đầu tiên được tổ chức vào năm 2005.

### Lựa chọn địa điểm
Một quy trình đấu thầu rộng rãi đã được UEFA khởi động vào ngày 22 tháng 2 năm 2019 để chọn các địa điểm tổ chức vòng chung kết UEFA Champions League 2022 và 2023.  Các hiệp hội có thời hạn đến ngày 22 tháng 3 năm 2019 để bày tỏ sự quan tâm và các hồ sơ dự thầu phải được gửi trước ngày 1 tháng 7 năm 2019.
Trong khi các hiệp hội đấu thầu chưa được UEFA xác nhận, thì Liên đoàn bóng đá Đức được cho là đã đấu thầu với Allianz Arena ở Munich nếu họ không được trao quyền vào trận chung kết năm 2021.
Sân vận động Allianz Arena đã được Ủy ban điều hành UEFA lựa chọn trong cuộc họp của họ ở Ljubljana, Slovenia vào ngày 24 tháng 9 năm 2019, nơi tổ chức các trận chung kết UEFA Champions League năm 2021 và 2023 cũng đã được chỉ định.
Vào ngày 17 tháng 6 năm 2020, Ủy ban điều hành UEFA thông báo rằng do trận chung kết năm 2020 bị hoãn và dời lại nên thành phố Munich sẽ tổ chức trận chung kết UEFA Champions League năm 2023. Tuy nhiên, do trận chung kết năm 2021 được di dời sau đó từ Istanbul, Istanbul sẽ tổ chức trận chung kết năm 2023. Thay vào đó, Munich sẽ tổ chức trận chung kết năm 2025. Do cuộc bầu cử tổng thống Thổ Nhĩ Kỳ vào tháng 5, UEFA đã từ chối đề nghị chuyển trận chung kết đến Sân vận động Vélodrome của Marseille, Pháp.

## Đường đến trận chung kết
Ghi chú: Trong tất cả các kết quả dưới đây, tỉ số của đội lọt vào chung kết được đưa ra trước tiên (N: sân nhà; K: sân khách).
| VT | Đội               | ST | Đ  |
| -- | ----------------- | -- | -- |
| 1  | Manchester City   | 6  | 14 |
| 2  | Borussia Dortmund | 6  | 9  |
| 3  | Sevilla           | 6  | 5  |
| 4  | Copenhagen        | 6  | 3  |

| VT | Đội            | ST | Đ  |
| -- | -------------- | -- | -- |
| 1  | Bayern Munich  | 6  | 18 |
| 2  | Inter Milan    | 6  | 10 |
| 3  | Barcelona      | 6  | 7  |
| 4  | Viktoria Plzeň | 6  | 0  |

Manchester City
Manchester City góp mặt ở vòng bảng Champions League với tư cách là nhà vô địch Premier League 2021–22. Ở vòng bảng, họ được xếp vào bảng G cùng với á quân Bundesliga 2021-22, Borussia Dortmund, đội đứng ở vị trí thứ tư La Liga 2021-22 Sevilla và nhà vô địch Superliga 2021-22 Copenhagen.
Trong lượt trận mở màn vòng bảng, Manchester City đối đầu với Sevilla tại sân Ramón Sánchez Pizjuán và giành chiến thắng 4–0, với các bàn thắng của Phil Foden, Rúben Dias và cú đúp của Erling Haaland. Ở lượt trận thứ 2, Man City giành chiến thắng 2-1 tại sân Etihad trước Borussia Dortmund với các bàn thắng của John Stones và Erling Haaland. Ở lượt trận thứ 3, Man City đánh bại Copenhagen trên sân Etihad với tỷ số 5–0 với các bàn thắng của Riyad Mahrez, Julián Álvarez, cú đúp của Erling Haaland và pha phản lưới nhà của Davit Khocholava. Ở lượt trận thứ 4, Man City hòa Copenhagen 0–0 tại sân Parken. Ở lượt trận thứ 5, Man City tiếp tục có một trận hoà khác, lần này là trước Borussia Dortmund tại sân Westfalenstadion cùng với tỷ số 0–0. Ở lượt trận cuối cùng của vòng bảng tại sân Etihad, Man City đã đánh bại Sevilla 3–1 với các bàn thắng của Rico Lewis, Julian Álvarez và Riyad Mahrez.
Ở vòng 16 đội, Man City gặp câu lạc bộ Đức RB Leipzig. Ở trận lượt đi tại sân Red Bull Arena, City đã hòa 1-1 với Leipzig nhờ bàn thắng của Riyad Mahrez. Ở trận lượt về tại sân Etihad, Man City đã đánh bại Leipzig với tỉ số 7–0, trong đó có năm bàn thắng của Erling Haaland. Qua đó, Haaland trở thành cầu thủ thứ ba trong lịch sử ghi 5 bàn trong 1 trận đấu tại Champions League. Những cầu thủ làm được điều đó là Lionel Messi ở mùa 2011-12 và Luiz Adriano ở mùa 2014/15. Ngoài ra, Haaland cũng trở thành cầu thủ trẻ nhất và nhanh nhất chạm mốc 30 bàn thắng trong lịch sử của UEFA Champions League. 2 bàn còn lại thuộc về İlkay Gündoğan và Kevin De Bruyne với mỗi người 1 bàn để giành chiến thắng chung cuộc với tổng tỉ số 8–1 để tiến vào vòng tứ kết.
Ở tứ kết, Man City tiếp tục gặp một câu lạc bộ Đức khác là Bayern Munich. Ở trận lượt đi tại sân Etihad, Man City đã thắng 3–0 nhờ các bàn thắng của Rodri, Bernardo Silva và Erling Haaland. Ở trận lượt về tại  sân Allianz Arena, Man City đã hòa 1-1 với Bayern nhờ bàn thắng của Erling Haaland để giành chiến thắng chung cuộc với tổng tỉ số 4-1 để tiến vào vòng bán kết.
Ở bán kết, Man City gặp nhà đương kim vô địch Real Madrid. Đây là trận đấu tái hiện cuộc đối đầu giữa hai đội ở mùa trước cũng tại vòng bán kết, nơi mà Real Madrid thắng chung cuộc với tổng tỉ số 6–5 sau hai lượt trận. Ở trận lượt đi tại sân Santiago Bernabéu, Man City và Real Madrid hòa nhau với tỉ số 1-1 với các bàn thắng của Vinicius Junior và Kevin De Bruyne. Ở trận lượt về tại sân Etihad, Man City đã giành chiến thắng 4–0 với cú đúp của Bernardo Silva và các bàn thắng của Manuel Akanji và Julián Álvarez. City giành chiến thắng chung cuộc với tổng tỉ số 5–1 để giành quyền vào chơi trận chung kết Champions League lần thứ hai trong lịch sử câu lạc bộ.
Inter Milan
Inter Milan góp mặt ở vòng bảng Champions League sau khi cán đích trong Top 4 Serie A 2021–22. Ở vòng bảng, họ được xếp vào bảng C cùng với nhà vô địch Bundesliga 2021-22 Bayern Munich, á quân La Liga 2021-22 Barcelona và nhà vô địch Czech First League 2021-22 Viktoria Plzeň.
Trong lượt trận mở màn của vòng bảng, Inter đối đầu với Bayern Munich tại sân San Siro và để thua 0-2 với các bàn thắng của Leroy Sané và một pha phản lưới nhà của Danilo D'Ambrosio. Vào lượt trận thứ 2, Inter đã giành chiến thắng 2–0 trước Viktoria Plzeň tại sân Doosan Arena với các bàn thắng của Edin Džeko và Denzel Dumfries. Vào lượt trận thứ 3, Inter tiếp tục được chơi tại sân San Siro và giành chiến thắng 1–0 trước Barcelona với bàn thắng duy nhất của trận đấu do công của Hakan Çalhanoğlu. Vào lượt trận thứ 4, Inter đã hòa 3–3 với Barcelona tại sân Camp Nou với các bàn thắng cho Inter của Nicolò Barella, Lautaro Martínez và Robin Gosens. Vào lượt trận thứ 5, Inter giành chiến thắng 4–0 trước Viktoria Plzeň tại sân San Siro với các bàn thắng của Henrikh Mkhitaryan, Romelu Lukaku và cú đúp của Dzeko để giành quyền vào vòng loại trực tiếp. Ở lượt trận cuối cùng của vòng bảng, Inter tiếp tục để thua 0-2 trước Bayern Munich tại sân Allianz Arena với các bàn thắng của Benjamin Pavard và Eric Maxim Choupo-Moting.
Ở vòng 16, Inter gặp câu lạc bộ Bồ Đào Nha Porto. Ở trận lượt đi tại sân San Siro, Inter Milan đã thắng 1–0 nhờ bàn thắng của Lukaku. Ở trận lượt về tại sân Estádio do Dragão, Inter đã hòa 0–0 để giành chiến thắng với tỉ số chung cuộc là 1–0, giành quyền vào tứ kết.
Trong trận tứ kết, Inter tiếp tục gặp một câu lạc bộ Bồ Đào Nha khác, Benfica. Ở trận lượt đi tại sân Estádio da Luz, Inter đã thắng 2–0 nhờ các bàn thắng của Barella và một quả phạt đền của Lukaku. Trong trận lượt về tại sân San Siro, Inter đã hòa 3–3 nhờ các bàn thắng của Barella, Martínez và Joaquín Correa, qua đó giành chiến thắng với tỷ số chung cuộc là 5–3, giành quyền vào bán kết.
Ở bán kết, Inter gặp đối thủ cùng thành phố AC Milan, lần đầu tiên họ gặp nhau ở 1 giải đấu cúp châu Âu kể từ năm 2005, với cả hai lượt trận đều diễn ra tại San Siro. Ở trận lượt đi với tư cách là đội khách, Inter thắng 2–0 nhờ các bàn thắng của Džeko và Mkhitaryan. Ở trận lượt về tư cách là đội chủ nhà, Inter thắng 1–0 với bàn thắng duy nhất của trận đấu do công của Martínez, qua đó giành chiến thắng với tỉ số chung cuộc là 3–0 và lọt vào trận chung kết Champions League lần thứ sáu trong lịch sử câu lạc bộ, và là lần đầu tiên sau 13 năm kể từ mùa 2009/10, khi Jose Mourinho còn là huấn luyện viên.

## Trận đấu

### Tóm tắt
Hiệp 1
Manchester City bắt đầu trận chung kết với Kyle Walker trên băng ghế dự bị và được thay thế bởi Nathan Aké trong đội hình xuất phát với một sự thay đổi bất ngờ; Inter Milan giữ nguyên đội hình xuất phát như các vòng đấu trước. Hai bên có cơ hội ghi bàn ngay đầu hiệp một, nhưng André Onana của Inter đã thực hiện hai pha cứu thua để ngăn Man City vượt lên dẫn trước. Nicolò Barella cướp đường chuyền sai của Ederson ở phút 26, nhưng cú sút qua thủ môn của anh lại trượt. Kevin De Bruyne rời trận đấu ở phút 36 vì chấn thương gân khoeo và được thay thế bởi Phil Foden. Hiệp một kết thúc không có bàn thắng, Inter chơi phòng ngự ngăn cản Man City lấy đà.
Hiệp 2
Romelu Lukaku được tung vào sân thay thế cựu tiền đạo Man City Edin Džeko vào đầu hiệp hai và ngay lập tức tạo ra cơ hội từ một pha đánh đầu. Ở phút 59, Ederson không thể thu được đường chuyền ngược từ Manuel Akanji do Lautaro Martínez của Inter tìm ra; Cú sút của anh ấy từ gần đường biên đã bị Ederson cản phá. Rodri ghi bàn mở tỷ số cho Man City ở phút 68 sau đường chuyền cản phá của Bernardo Silva từ gần khung thành đến đầu vòng cấm. Inter có cơ hội gỡ hòa ba phút sau đó nhờ cú đánh đầu của hậu vệ Federico Dimarco đưa bóng đi xà ngang. Dimarco cũng cố gắng tận dụng pha phản công nhưng cú sút của anh đã bị Lukaku cản phá. Tiền đạo người Bỉ có cơ hội ghi bàn cho riêng mình từ pha đánh đầu cận thành ở phút 89 nhưng bị Ederson cản phá bằng chân. Cầu thủ người Brazil đã thực hiện thêm một pha cứu thua ở phút bù giờ sau cú đánh đầu của Robin Gosens để bảo toàn chiến thắng 1–0 cho Man City.

### Chi tiết
Đội "nhà" (vì mục đích hành chính) được xác định bằng một lượt bốc thăm bổ sung được tổ chức sau khi bốc thăm vòng tứ kết và bán kết.
| Manchester City | 1–0      | Inter Milan |
| --------------- | -------- | ----------- |
| Rodri 68'       | Chi tiết |             |

| Manchester City | Inter Milan |

| GK               | 31 | Ederson            | 90+4' |
| CB               | 25 | Manuel Akanji      |       |
| CB               | 3  | Rúben Dias         |       |
| CB               | 6  | Nathan Aké         |       |
| DM               | 5  | John Stones        | 82'   |
| DM               | 16 | Rodri              |       |
| RW               | 20 | Bernardo Silva     |       |
| AM               | 17 | Kevin De Bruyne    | 36'   |
| AM               | 8  | İlkay Gündoğan (c) |       |
| LW               | 10 | Jack Grealish      |       |
| CF               | 9  | Erling Haaland     | 90+2' |
| Thay người:      |    |                    |       |
| GK               | 18 | Stefan Ortega      |       |
| GK               | 33 | Scott Carson       |       |
| DF               | 2  | Kyle Walker        | 82'   |
| DF               | 14 | Aymeric Laporte    |       |
| DF               | 21 | Sergio Gómez       |       |
| DF               | 82 | Rico Lewis         |       |
| MF               | 4  | Kalvin Phillips    |       |
| MF               | 32 | Máximo Perrone     |       |
| MF               | 47 | Phil Foden         | 36'   |
| MF               | 80 | Cole Palmer        |       |
| FW               | 19 | Julián Álvarez     |       |
| FW               | 26 | Riyad Mahrez       |       |
| Huấn luyện viên: |    |                    |       |
| Pep Guardiola    |    |                    |       |

| GK               | 24             | André Onana          | 90+2' |     |
| CB               | 36             | Matteo Darmian       | 84'   |     |
| CB               | 15             | Francesco Acerbi     |       |     |
| CB               | 95             | Alessandro Bastoni   | 76'   |     |
| RM               | 2              | Denzel Dumfries      | 76'   |     |
| CM               | 23             | Nicolò Barella       | 59'   |     |
| CM               | 77             | Marcelo Brozović (c) |       |     |
| CM               | 20             | Hakan Çalhanoğlu     | 84'   |     |
| LM               | 32             | Federico Dimarco     |       |     |
| CF               | 10             | Lautaro Martínez     |       |     |
| CF               | 9              | Edin Džeko           | 57'   |     |
| Thay người:      |                |                      |       |     |
| GK               | 1              | Samir Handanović     |       |     |
| GK               | 21             | Alex Cordaz          |       |     |
| DF               | 6              | Stefan de Vrij       |       |     |
| DF               | 12             | Raoul Bellanova      | 76'   |     |
| DF               | 33             | Danilo D'Ambrosio    | 84'   |     |
| DF               | 37             | Milan Škriniar       |       |     |
| MF               | 5              | Roberto Gagliardini  |       |     |
| MF               | 8              | Robin Gosens         | 76'   |     |
| MF               | 14             | Kristjan Asllani     |       |     |
| MF               | 22             | Henrikh Mkhitaryan   | 84'   |     |
| FW               | 11             | Joaquín Correa       |       |     |
| FW               | 90             | Romelu Lukaku        | 83'   | 57' |
| Huấn luyện viên: |                |                      |       |     |
| Simone Inzaghi   | Simone Inzaghi | Simone Inzaghi       | 90+6' |     |

| Cầu thủ xuất sắc nhất trận đấu: Rodri (Manchester City) Trợ lý trọng tài: Paweł Sokolnicki (Ba Lan) Tomasz Listkiewicz (Ba Lan) Trọng tài thứ tư: István Kovács (Romania) Trợ lý trọng tài dự bị: Vasile Marinescu (Romania) Trợ lý trọng tài video: Tomasz Kwiatkowski (Ba Lan) Trợ lý tổ trợ lý trọng tài video: Bartosz Frankowski (Ba Lan) Trọng tài hỗ trợ của tổ trợ lý trọng tài video: Marco Fritz (Đức) | Luật trận đấu - 90 phút thi đấu chính thức - 30 phút của hiệp phụ nếu tỷ số hòa sau thời gian thi đấu chính thức - Loạt sút luân lưu nếu tỷ số vẫn hòa sau hiệp phụ - Mỗi đội có 12 cầu thủ dự bị - Mỗi đội thay tối đa 5 cầu thủ, với cầu thủ thứ sáu được phép thay ở hiệp phụ |